# Equador Football Club
O Equador Football Club foi um clube de futebol brasileiro de Recife, Pernambuco. Fundado em 1922, tinha  uniforme de cores amarelo e verde. Seu mascote era o canário. Participou do Campeonato Pernambucano de Futebol entre os anos de 1922/24, 1926/29. Obteve em 66 jogos: 9 vitórias, 6 empates e 51 derrotas, com 53 gols pró e 178 gols contra. Estádio: Jaqueira.